# Kosumce
Kosumce is een plaats in het Poolse district  Otwocki, woiwodschap Mazovië. De plaats maakt deel uit van de gemeente Karczew en telt 280 inwoners.